# Ferdinand Franz von Auersperg
Ferdinand Franz von Auersperg (ur. 29 września 1655 w Wiedniu; zm. 22 lipca 1706 w Lublanie) –  książę ziębicki w latach 1677–1706.
Ferdinand Franz von Auersperg był najstarszym synem Johanna Weikharda von Auersperga. Po śmierci ojca został księciem ziębickim, ale nigdy nie odwiedził Śląska. 15 lutego 1678 w Grazu poślubił hrabinę Marię Annę von Herberstein (zm. 1 lutego 1726). Z tego małżeństwa narodziła się córka Maria Theresa (ur. 20 października 1686 w Grazu; zm. 9 marca 1756 w Wiedniu), żona hrabiego Georga Siegmunda von Auersperga. Po śmierci Ferdinanda Franza księstwo ziębickie odziedziczył jego brat Franz Karl von Auersperg.